# Oksana Biłokur
Oksana Anatolijiwna Biłokur, ukr. Оксана Анатоліївна Білокур (ur. 8 marca 2001 we wsi Rodnykiwka, w obwodzie czerkaskim) – ukraińska piłkarka, grająca na pozycji napastnika w klubie Pantery Humań.

## Kariera piłkarska

### Kariera klubowa
W 2016 rozpoczęła zawodową karierę klubową w seniorskiej drużynie Pantery Humań. W sezonie 2018/19 została kapitanem drużyny w wieku 17 lat, będąc najmłodszym wśród kapitanów drużyn wyższej ligi. W sezonie występowała zamiast na swojej ulubionej pozycji napastnika, głównie w obronie, a w kolejnym najczęściej w pomocy, przez co jej strzelanie goli uległo pogorszeniu. W rozgrywkach Pucharu Ukrainy sezonu 2019/20 zawodniczka przyczyniła się do pobicia rekordu: jej drużyna z wynikiem 29:1 wygrała z Łuhanoczka-Spartak, ustalając najbardziej miażdżącą porażkę w historii ukraińskiej piłki nożnej kobiet, a także została królową strzelców w zespole, zdobywając 11 bramek. Również w barwach Panter występowała w mistrzostwach Ukrainy w piłce nożnej plażowej wśród kobiet.

### Kariera reprezentacyjna
Od 2018 do 2019 roku występowała w juniorskiej reprezentacji U-19. Wcześniej broniła barw reprezentacji U-17.

## Sukcesy i odznaczenia

### Sukcesy klubowe
Pantera Humań (piłka nożna plażowa)
- mistrz Ukrainy: 2017
- brązowa medalistka Mistrzostw Ukrainy: 2018

### Sukcesy indywidualne
- najlepszy młody zawodnik Ukrainy do lat 17: 2017
- symboliczna drużyna 11 najlepszych zawodniczek kobiecej piłki nożnej "Gwiazdy Piłki Nożnej Ukrainy": 2019